# ردواتر (میسیسیپی)
ردواتر (به انگلیسی: Redwater) مکانی در ایالت میسیسیپی کشور ایالات متحده آمریکا است که جمعیت آن در سرشماری سال ۲۰۱۰ میلادی، ۶۳۳
نفر بوده‌است.